# Andrzej Dziech
Andrzej Dziech (ur. 1946 w Kielcach) – polski inżynier elektronik, profesor nauk technicznych, profesor zwyczajny Akademii Górniczo-Hutniczej im. Stanisława Staszica w Krakowie.

## Życiorys
W 1970 ukończył studia z zakresu elektroniki i telekomunikacji w Instytucie Elektrotechniki w Leningradzie. Doktoryzował się w tej instytucji w 1973. Stopień doktora habilitowanego uzyskał w 1978 na Politechnice Poznańskiej. Tytuł naukowy profesora nauk technicznych otrzymał 18 września 1986.
Związany był z Politechniką Świętokrzyską, na której od 1973 kierował Katedrą Elektroniki i Teletransmisji. W latach 1980–1986 i 1993–1996 był dziekanem Wydziału Elektrotechniki, Automatyki i Informatyki PŚk. Pracował także na uczelniach zagranicznych, m.in. w latach 2001–2003 był profesorem wizytującym na niemieckim Uniwersytecie w Wuppertalu. Podjął też pracę na Akademii Górniczo-Hutniczej im. Stanisława Staszica w Krakowie (w Katedrze Telekomunikacji) i Uniwersytecie Jana Kochanowskiego w Kielcach (kierownik Zakładu Informatyki w Instytucie Fizyki na Wydziale Matematyczno-Przyrodniczym), obejmując na obu tych uczelniach stanowisko profesora zwyczajnego. Był ponadto rektorem niepublicznej Wyższej Szkoły Technik Komputerowych i Telekomunikacji w Kielcach.
Specjalizuje się m.in. w telekomunikacji cyfrowej, kodowaniu, teorii informacji i sygnałów oraz przetwarzaniu sygnałów i obrazów. Autor lub współautor ponad 180 publikacji. Był promotorem w 18 przewodach doktorskich. Otrzymał cztery nagrody ministra nauki i szkolnictwa wyższego.